# La miniera del diavolo
La miniera del diavolo (Hidden Gold) è un film del 1940 diretto da Lesley Selander.
È un western statunitense con William Boyd e Russell Hayden. Fa parte della serie di film western incentrati sul personaggio di Hopalong Cassidy (interpretato da Boyd) creato nel 1904 dallo scrittore Clarence E. Mulford.

## Produzione
Il film, diretto da Lesley Selander su una sceneggiatura di Gerald Geraghty e Jack Merserveau, fu prodotto da Harry Sherman tramite la Harry Sherman Productions e girato a Kernville, in California, da metà novembre a fine novembre 1939. Il titolo di lavorazione fu Man from Bar-20..

## Distribuzione
Il film fu distribuito con il titolo Hidden Gold negli Stati Uniti dal 7 giugno 1940 al cinema dalla Paramount Pictures.
Altre distribuzioni:
- negli Stati Uniti il 3 settembre 1948 (redistribuzione)
- in Brasile (Piratas de Estrada)
- in Grecia (Sto heilos tis avyssou)